# Fase española de la Copa de las Regiones UEFA 1999-00
La Fase española de la Copa de las Regiones UEFA 1999-00 fue la segunda edición del campeonato que sirve para definir el representante de España a la Copa de las Regiones de la UEFA, donde el campeón participará en la edición de 2001.

## Primera fase

### Grupo A
| Pos. | Equipo              | Pts. | PJ | G | E | P | GF | GC | Dif. | Clasificación           |   | AND | CYL | PVA | AST |
| ---- | ------------------- | ---- | -- | - | - | - | -- | -- | ---- | ----------------------- | - | --- | --- | --- | --- |
| 1    | Andalucía           | 5    | 3  | 1 | 2 | 0 | 3  | 2  | +1   | Avanzan a la Fase final |   | —   | 0–0 | 0–0 | 3–2 |
| 2    | Castilla y León (H) | 5    | 3  | 1 | 2 | 0 | 1  | 0  | +1   |                         |   | —   | —   | 1–0 | 0–0 |
| 3    | País Vasco          | 4    | 3  | 1 | 1 | 1 | 2  | 2  | 0    |                         | – | —   | —   | 2–1 |     |
| 4    | Asturias            | 1    | 3  | 0 | 1 | 2 | 3  | 5  | −2   |                         | – | —   | —   | —   |     |

 Fuente: RFEF

### Grupo B
| Pos. | Equipo     | Pts. | PJ | G | E | P | GF | GC | Dif. | Clasificación           |   | MAD | MUR | CAN | GAL |
| ---- | ---------- | ---- | -- | - | - | - | -- | -- | ---- | ----------------------- | - | --- | --- | --- | --- |
| 1    | Madrid     | 9    | 3  | 3 | 0 | 0 | 10 | 4  | +6   | Avanzan a la Fase final |   | —   | 3–1 | 3–2 | 4–1 |
| 2    | Murcia (H) | 6    | 3  | 2 | 0 | 1 | 4  | 4  | 0    |                         |   | —   | —   | 1–0 | 2–1 |
| 3    | Canarias   | 1    | 3  | 0 | 1 | 2 | 3  | 5  | −2   |                         | – | —   | —   | 1–1 |     |
| 4    | Galicia    | 1    | 3  | 0 | 1 | 2 | 3  | 7  | −4   |                         | — | —   | –   | —   |     |

 Fuente: RFEF

### Grupo C
| Pos. | Equipo                   | Pts. | PJ | G | E | P | GF | GC | Dif. | Clasificación           |   | CLM | VAL | CAT | BAL |
| ---- | ------------------------ | ---- | -- | - | - | - | -- | -- | ---- | ----------------------- | - | --- | --- | --- | --- |
| 1    | Castilla-La Mancha       | 5    | 3  | 1 | 2 | 0 | 6  | 4  | +2   | Avanzan a la Fase final |   | —   | 2–2 | 4–2 | 0–0 |
| 2    | Comunidad Valenciana (H) | 4    | 3  | 1 | 1 | 1 | 5  | 5  | 0    |                         |   | –   | —   | —   | 3–2 |
| 3    | Cataluña                 | 4    | 3  | 1 | 1 | 1 | 4  | 5  | −1   |                         | — | 1–0 | —   | 1–1 |     |
| 4    | Islas Baleares           | 2    | 3  | 0 | 2 | 1 | 3  | 4  | −1   |                         | — | –   | —   | —   |     |

 Fuente: RFEF

### Grupo D (Aragón)
| Pos. | Equipo     | Pts. | PJ | G | E | P | GF | GC | Dif. | Clasificación           |     | ARA | MEL | CAN |
| ---- | ---------- | ---- | -- | - | - | - | -- | -- | ---- | ----------------------- | --- | --- | --- | --- |
| 1    | Aragón (H) | 6    | 2  | 2 | 0 | 0 | 3  | 0  | +3   | Avanzan a la Fase final |     | —   | 2–0 | —   |
| 2    | Melilla    | 3    | 2  | 1 | 0 | 1 | 1  | 2  | −1   |                         |     | —   | —   | 1–0 |
| 3    | Cantabria  | 0    | 2  | 0 | 0 | 2 | 0  | 2  | −2   |                         | 0–1 | —   | —   |     |

 Fuente: RFEF

## Fase final

### Semifinales
| 2 de junio de 2000 | Madrid | 3-0 | Castilla-La Mancha | Pedro Sancho, Zaragoza |  |

| 2 de junio de 2000 | Andalucía | 3-1 | Aragón | Pedro Sancho, Zaragoza |  |

### Final
| 4 de junio de 2000 | Madrid | 3-1 | Andalucía | Pedro Sancho, Zaragoza |  |
|                    |        |     | Abel      |                        |  |